# Ignacy Franciszek Ossoliński
Ignacy Franciszek (Franciszek Salezy Kandyd) Ossoliński herbu Topór (ur. 1730, zm. 7 sierpnia 1784 w Lublinie) – biskup kijowski od 1774, biskup koadiutor bakowski.

## Życiorys
Jego ojcem był Józef Ossoliński, (zm. 1757) – chorąży podlaski, liwski, podczaszy mielnicki, a matką Teresa Sienicka (1717–1786).
W 1749 wstąpił do kapucynów. W 1765 przyjął sakrę biskupa koadiutora bakowskiego, jednak już wkrótce został koadiutorem z prawem następstwa po biskupie kijowskim Józefie Andrzeju Załuskim.
W 1775 roku otrzymał od Stanisława Augusta Poniatowskiego Order Świętego Stanisława, był też kawalerem Orderu Orła Białego. Członek konfederacji Andrzeja Mokronowskiego w 1776 roku
Rządy w diecezji kijowskiej w 1774 roku rozpoczął od odbudowy spalonej w 1768 roku katedry w Żytomierzu, stolicy biskupstwa kijowskiego. Jej rekonstrukcję zakończył dopiero biskup Kacper Kazimierz Cieciszowski w 1801. Przeprowadził wizytację swojej diecezji, osobiście wizytując jednak tylko katedrę i kapitułę, powiększył liczbę parafii z 27 do 33, w latach 1774–1776 ogłaszał listy pasterskie i inne rozporządzenia.
Pochowany w Kościele Świętych Apostołów Piotra i Pawła w Lublinie.